# Puchar Czech w piłce siatkowej mężczyzn (2021/2022)
Puchar Czech w piłce siatkowej mężczyzn 2021/2022 – 30. sezon rozgrywek o siatkarski Puchar Czech zorganizowany przez Czeski Związek Piłki Siatkowej (Český volejbalový svaz, ČVS). Zainaugurowany został 18 września 2021 roku. W rozgrywkach brały udział kluby z extraligi, 1. ligi i 2. ligi.
Rozgrywki składały się z 1. rundy, 2. rundy, 1/8 finału, ćwierćfinałów oraz turnieju finałowego, w ramach którego rozegrano półfinały i finał.
Turniej finałowy odbył się w dniach 20-21 lutego 2022 roku w hali sportowej Teplice (sportovní hala Teplice) w Cieplicach. Puchar Czech po raz ósmy zdobył VK Jihostroj České Budějovice. W finale pokonał VK ČEZ Karlovarsko. MVP finału wybrany został Serb Filip Stoilović.

## System rozgrywek
Rozgrywki o Puchar Czech w sezonie 2021/2022 składają się z: 1. rundy, 2. rundy, 1/8 finału, ćwierćfinałów oraz turnieju finałowego.
W 1. rundzie uczestniczą zespoły grające w 1. i 2. lidze. Drużyny podzielone zostają na osiem grup, biorąc pod uwagę położenie geograficzne. W poszczególnych grupach zespoły rozgrywają między sobą po jednym spotkaniu. Zwycięzcy poszczególnych grup uzyskują awans do 2. rundy.
W 2. rundzie uczestniczą drużyny, które awansowały z poszczególnych grup 1. rundy oraz drużyny z extraligi (z wyjątkiem półfinalistów Pucharu Czech w sezonie 2020/2021, którzy rozgrywki rozpoczynają od ćwierćfinałów). W drodze losowania powstają pary meczowe – do drużyn, które awansowały z 1. rundy, dolosowywane są zespoły z extraligi. O awansie decyduje jeden mecz. Gospodarzem spotkania jest zespół grający w niższej lidze.
W 1/8 finału grają zwycięzcy meczów 2. rundy. Tworzą one pary zgodnie z drabinką turniejową powstałą na podstawie losowania. Drużyny w poszczególnych parach rozgrywają dwumecz. O awansie decyduje większa liczba zdobytych punktów. Za zwycięstwo 3:0 lub 3:1 drużyna otrzymuje 3 punkty, za zwycięstwo 3:2 – 2 punkty, za porażkę 2:3 – 1 punkt, natomiast za porażkę 1:3 lub 0:3 – 0 punktów. Jeżeli po rozegraniu dwumeczu obie drużyny zdobyły taką samą liczbę punktów, o awansie decyduje tzw. złoty set grany do 15 punktów z dwoma punktami przewagi jednej z drużyn.
W ćwierćfinałach na podstawie drabinki turniejowej drużyny, które awansowały z 1/8 finału, tworzą pary z półfinalistami Pucharu Czech w sezonie 2020/2021. Rywalizacja toczy się na tych samych zasadach, co w 1/8 finału.
W turnieju finałowym uczestniczą zwycięzcy w parach ćwierćfinałowych. Półfinały i finał odbywają się w formie jednego meczu. Nie jest grany mecz o 3. miejsce.

## Drużyny uczestniczące
| UNIQA extraliga (12 drużyn)   | UNIQA extraliga (12 drużyn) |
| ----------------------------- | --------------------------- |
| Aero Odolena Voda             | ćwierćfinał                 |
| Black Volley Beskydy          | 1/8 finału                  |
| Kladno volejbal.cz            | 1/8 finału                  |
| SKV Ústí nad Labem            | ćwierćfinał                 |
| VK ČEZ Karlovarsko            | finał                       |
| VK Dukla Liberec              | półfinał                    |
| VK Euro Sitex Příbram         | ćwierćfinał                 |
| VK Jihostroj České Budějovice | zwycięstwo                  |
| VK Lvi Praha                  | ćwierćfinał                 |
| VK Ostrava                    | półfinał                    |
| Volejbal Brno                 | 1/8 finału                  |
| VSC Fatra Zlín                | 1/8 finału                  |

| 1. liga (11 drużyn)              | 1. liga (11 drużyn) |
| -------------------------------- | ------------------- |
| TJ ČZU Praha                     | 2. runda            |
| TJ Lokomotiva Česká Lípa         | 1. runda            |
| TJ Slavia Hradec Králové         | 2. runda            |
| TJ Sokol Bučovice                | 2. runda            |
| TJ Sokol Dobřichovice            | 2. runda            |
| TJ Spartak Velké Meziříčí        | 1. runda            |
| USK Slavia Plzeň                 | 2. runda            |
| USK Slávie OU – Volejbal Ostrava | 2. runda            |
| VK Benátky nad Jizerou           | 2. runda            |
| VK EGE České Budějovice          | 1. runda            |
| VK Lvi Praha B                   | 1. runda            |

| 2. liga (15 drużyn)       | 2. liga (15 drużyn) |
| ------------------------- | ------------------- |
| Blue Volley Ostrava       | 1. runda            |
| SK Kojetín 2016           | 1. runda            |
| SKP Kometa Brno           | 1. runda            |
| SVK Vlci Nový Jičín       | 1. runda            |
| TJ Holubice               | 2. runda            |
| TJ Lignum Morávka         | 1. runda            |
| TJ Sokol Benešov u Prahy  | 1. runda            |
| TJ Sokol Brno – Jih       | 1. runda            |
| TJ Sokol Letovice         | 1. runda            |
| TJ Sokol Palkovice        | 1. runda            |
| TJ Sokol Šlapanice u Brna | 1. runda            |
| VK Choceň                 | 1. runda            |
| VK Valašské Meziříčí      | 1. runda            |
| Volejbal Domažlice        | 1. runda            |
| VS Drásov                 | 1. runda            |

## Rozgrywki

### 1. runda

#### Grupa A
Tabela
| Lp. | Drużyna                 | Pkt | Mecze | Mecze   | Mecze   | Sety | Sety | Sety  | Małe punkty | Małe punkty | Małe punkty |
| Lp. | Drużyna                 | Pkt | M     | W (3:2) | P (2:3) | wyg. | prz. | ratio | zdob.       | str.        | ratio       |
| --- | ----------------------- | --- | ----- | ------- | ------- | ---- | ---- | ----- | ----------- | ----------- | ----------- |
| 1   | USK Slavia Plzeň        | 5   | 2     | 2 (1)   | 0 (0)   | 6    | 2    | 3.000 | 194         | 168         | 1.155       |
| 2   | VK EGE České Budějovice | 4   | 2     | 1 (0)   | 1 (1)   | 5    | 4    | 1.250 | 198         | 196         | 1.010       |
| 3   | Volejbal Domažlice      | 0   | 2     | 0 (0)   | 2 (0)   | 1    | 6    | 0.167 | 153         | 181         | 0.845       |

Źródło: ČVS (cz.)
Punktacja: 3:0 i 3:1 – 3 pkt; 3:2 – 2 pkt; 2:3 – 1 pkt; 1:3 i 0:3 – 0 pkt
Zasady ustalania kolejności: 1. liczba punktów; 2. liczba zwycięstw; 3. stosunek setów; 4. stosunek małych punktów; 5. bilans w bezpośrednich meczach
Wyniki spotkań
| 18.09.2021 10:00 (UTC+2) | Volejbal Domažlice | 0:3 (34:36, 21:25, 10:25) | USK Slavia Plzeň | Sportovní hala ZŠ Komenského, Domažlice |

| 18.09.2021 13:30 (UTC+2) | USK Slavia Plzeň | 3:2 (25:21, 22:25, 25:22, 21:25, 15:10) | VK EGE České Budějovice | Sportovní hala ZŠ Komenského, Domažlice |

| 18.09.2021 17:00 (UTC+2) | Volejbal Domažlice | 1:3 (25:13, 30:32, 17:25, 16:25) | VK EGE České Budějovice | Sportovní hala ZŠ Komenského, Domažlice |

#### Grupa B
Tabela
| Lp. | Drużyna                   | Pkt | Mecze | Mecze   | Mecze   | Sety | Sety | Sety  | Małe punkty | Małe punkty | Małe punkty |
| Lp. | Drużyna                   | Pkt | M     | W (3:2) | P (2:3) | wyg. | prz. | ratio | zdob.       | str.        | ratio       |
| --- | ------------------------- | --- | ----- | ------- | ------- | ---- | ---- | ----- | ----------- | ----------- | ----------- |
| 1   | TJ ČZU Praha              | 6   | 2     | 2 (0)   | 0 (0)   | 6    | 0    | MAX   | 150         | 103         | 1.456       |
| 2   | TJ Sokol Šlapanice u Brna | 3   | 2     | 1 (0)   | 1 (0)   | 3    | 3    | 1.000 | 132         | 123         | 1.073       |
| 3   | TJ Sokol Benešov u Prahy  | 0   | 2     | 0 (0)   | 2 (0)   | 0    | 6    | 0.000 | 94          | 150         | 0.627       |

Źródło: ČVS (cz.)
Punktacja: 3:0 i 3:1 – 3 pkt; 3:2 – 2 pkt; 2:3 – 1 pkt; 1:3 i 0:3 – 0 pkt
Zasady ustalania kolejności: 1. liczba punktów; 2. liczba zwycięstw; 3. stosunek setów; 4. stosunek małych punktów; 5. bilans w bezpośrednich meczach
Wyniki spotkań
| 18.09.2021 10:00 (UTC+2) | TJ ČZU Praha | 3:0 (25:13, 25:17, 25:16) | TJ Sokol Benešov u Prahy | Sportcentrum Suchdol ČZU, Praga |

| 18.09.2021 13:30 (UTC+2) | TJ Sokol Benešov u Prahy | 0:3 (17:25, 17:25, 14:25) | TJ Sokol Šlapanice u Brna | Sportcentrum Suchdol ČZU, Praga |

| 18.09.2021 17:00 (UTC+2) | TJ ČZU Praha | 3:0 (25:17, 25:19, 25:21) | TJ Sokol Šlapanice u Brna | Sportcentrum Suchdol ČZU, Praga |

#### Grupa C
Tabela
| Lp. | Drużyna                  | Pkt | Mecze | Mecze   | Mecze   | Sety | Sety | Sety  | Małe punkty | Małe punkty | Małe punkty |
| Lp. | Drużyna                  | Pkt | M     | W (3:2) | P (2:3) | wyg. | prz. | ratio | zdob.       | str.        | ratio       |
| --- | ------------------------ | --- | ----- | ------- | ------- | ---- | ---- | ----- | ----------- | ----------- | ----------- |
| 1   | VK Benátky nad Jizerou   | 6   | 2     | 2 (0)   | 0 (0)   | 6    | 0    | MAX   | 151         | 109         | 1.385       |
| 2   | TJ Lokomotiva Česká Lípa | 3   | 2     | 1 (0)   | 1 (0)   | 3    | 3    | 1.000 | 132         | 126         | 1.048       |
| 3   | VK Choceň                | 0   | 2     | 0 (0)   | 2 (0)   | 0    | 6    | 0.000 | 103         | 151         | 0.682       |

Źródło: ČVS (cz.)
Punktacja: 3:0 i 3:1 – 3 pkt; 3:2 – 2 pkt; 2:3 – 1 pkt; 1:3 i 0:3 – 0 pkt
Zasady ustalania kolejności: 1. liczba punktów; 2. liczba zwycięstw; 3. stosunek setów; 4. stosunek małych punktów; 5. bilans w bezpośrednich meczach
Wyniki spotkań
| 25.09.2021 10:00 (UTC+2) | VK Benátky nad Jizerou | 3:0 (25:16, 25:22, 25:19) | TJ Lokomotiva Česká Lípa | Nibe aréna, Benátky nad Jizerou |

| 25.09.2021 13:30 (UTC+2) | TJ Lokomotiva Česká Lípa | 3:0 (25:20, 25:8, 25:23) | VK Choceň | Nibe aréna, Benátky nad Jizerou |

| 25.09.2021 17:00 (UTC+2) | VK Benátky nad Jizerou | 3:0 (25:14, 26:24, 25:14) | VK Choceň | Nibe aréna, Benátky nad Jizerou |

#### Grupa D
Tabela
| Lp. | Drużyna               | Pkt | Mecze | Mecze   | Mecze   | Sety | Sety | Sety  | Małe punkty | Małe punkty | Małe punkty |
| Lp. | Drużyna               | Pkt | M     | W (3:2) | P (2:3) | wyg. | prz. | ratio | zdob.       | str.        | ratio       |
| --- | --------------------- | --- | ----- | ------- | ------- | ---- | ---- | ----- | ----------- | ----------- | ----------- |
| 1   | TJ Sokol Dobřichovice | 6   | 2     | 2 (0)   | 0 (0)   | 6    | 0    | MAX   | 151         | 126         | 1.198       |
| 2   | VS Drásov             | 3   | 2     | 1 (0)   | 1 (0)   | 3    | 4    | 0.750 | 151         | 162         | 0.932       |
| 3   | TJ Sokol Letovice     | 0   | 2     | 0 (0)   | 2 (0)   | 1    | 6    | 0.167 | 155         | 169         | 0.917       |

Źródło: ČVS (cz.)
Punktacja: 3:0 i 3:1 – 3 pkt; 3:2 – 2 pkt; 2:3 – 1 pkt; 1:3 i 0:3 – 0 pkt
Zasady ustalania kolejności: 1. liczba punktów; 2. liczba zwycięstw; 3. stosunek setów; 4. stosunek małych punktów; 5. bilans w bezpośrednich meczach
Wyniki spotkań
| 18.09.2021 10:00 (UTC+2) | VS Drásov | 3:1 (25:17, 16:25, 25:20, 27:25) | TJ Sokol Letovice | Hala u ZŠ TGM Drásov, Drásov |

| 18.09.2021 13:30 (UTC+2) | TJ Sokol Letovice | 0:3 (24:26, 23:25, 21:25) | TJ Sokol Dobřichovice | Hala u ZŠ TGM Drásov, Drásov |

| 18.09.2021 17:00 (UTC+2) | VS Drásov | 0:3 (20:25, 18:25, 20:25) | TJ Sokol Dobřichovice | Hala u ZŠ TGM Drásov, Drásov |

#### Grupa E
Tabela
| Lp. | Drużyna         | Pkt | Mecze | Mecze   | Mecze   | Sety | Sety | Sety  | Małe punkty | Małe punkty | Małe punkty |
| Lp. | Drużyna         | Pkt | M     | W (3:2) | P (2:3) | wyg. | prz. | ratio | zdob.       | str.        | ratio       |
| --- | --------------- | --- | ----- | ------- | ------- | ---- | ---- | ----- | ----------- | ----------- | ----------- |
| 1   | TJ Holubice     | 6   | 2     | 2 (0)   | 0 (0)   | 6    | 1    | 6.000 | 173         | 138         | 1.254       |
| 2   | VK Lvi Praha B  | 3   | 2     | 1 (0)   | 1 (0)   | 3    | 3    | 1.000 | 128         | 133         | 0.962       |
| 3   | SKP Kometa Brno | 0   | 2     | 0 (0)   | 2 (0)   | 1    | 6    | 0.167 | 143         | 173         | 0.827       |

Źródło: ČVS (cz.)
Punktacja: 3:0 i 3:1 – 3 pkt; 3:2 – 2 pkt; 2:3 – 1 pkt; 1:3 i 0:3 – 0 pkt
Zasady ustalania kolejności: 1. liczba punktów; 2. liczba zwycięstw; 3. stosunek setów; 4. stosunek małych punktów; 5. bilans w bezpośrednich meczach
Wyniki spotkań
| 18.09.2021 10:00 (UTC+2) | TJ Holubice | 3:1 (28:26, 25:18, 20:25, 25:16) | SKP Kometa Brno | Sportovní hala, Holubice |

| 18.09.2021 13:30 (UTC+2) | SKP Kometa Brno | 0:3 (17:25, 20:25, 21:25) | VK Lvi Praha B | Sportovní hala, Holubice |

| 18.09.2021 17:00 (UTC+2) | TJ Holubice | 3:0 (25:18, 25:19, 25:16) | VK Lvi Praha B | Sportovní hala, Holubice |

#### Grupa F
Tabela
| Lp. | Drużyna                  | Pkt | Mecze | Mecze   | Mecze   | Sety | Sety | Sety  | Małe punkty | Małe punkty | Małe punkty |
| Lp. | Drużyna                  | Pkt | M     | W (3:2) | P (2:3) | wyg. | prz. | ratio | zdob.       | str.        | ratio       |
| --- | ------------------------ | --- | ----- | ------- | ------- | ---- | ---- | ----- | ----------- | ----------- | ----------- |
| 1   | TJ Slavia Hradec Králové | 6   | 2     | 2 (0)   | 0 (0)   | 6    | 1    | 6.000 | 174         | 130         | 1.338       |
| 2   | SK Kojetín 2016          | 2   | 2     | 1 (1)   | 1 (0)   | 3    | 5    | 0.600 | 154         | 179         | 0.860       |
| 3   | TJ Sokol Brno – Jih      | 1   | 2     | 0 (0)   | 2 (1)   | 3    | 6    | 0.500 | 187         | 206         | 0.908       |

Źródło: ČVS (cz.)
Punktacja: 3:0 i 3:1 – 3 pkt; 3:2 – 2 pkt; 2:3 – 1 pkt; 1:3 i 0:3 – 0 pkt
Zasady ustalania kolejności: 1. liczba punktów; 2. liczba zwycięstw; 3. stosunek setów; 4. stosunek małych punktów; 5. bilans w bezpośrednich meczach
Wyniki spotkań
| 18.09.2021 10:00 (UTC+2) | SK Kojetín 2016 | 3:2 (25:20, 21:25, 21:25, 25:21, 15:13) | TJ Sokol Brno – Jih | Sportovní hala, Kojetín |

| 18.09.2021 13:30 (UTC+2) | TJ Sokol Brno – Jih | 1:3 (26:24, 15:25, 22:25, 20:25) | TJ Slavia Hradec Králové | Sportovní hala, Kojetín |

| 18.09.2021 17:00 (UTC+2) | SK Kojetín 2016 | 0:3 (18:25, 9:25, 20:25) | TJ Slavia Hradec Králové | Sportovní hala, Kojetín |

#### Grupa G
Tabela
| Lp. | Drużyna                          | Pkt | Mecze | Mecze   | Mecze   | Sety | Sety | Sety  | Małe punkty | Małe punkty | Małe punkty |
| Lp. | Drużyna                          | Pkt | M     | W (3:2) | P (2:3) | wyg. | prz. | ratio | zdob.       | str.        | ratio       |
| --- | -------------------------------- | --- | ----- | ------- | ------- | ---- | ---- | ----- | ----------- | ----------- | ----------- |
| 1   | USK Slávie OU – Volejbal Ostrava | 9   | 3     | 3 (0)   | 0 (0)   | 9    | 1    | 9.000 | 251         | 212         | 1.184       |
| 2   | TJ Spartak Velké Meziříčí        | 6   | 3     | 2 (0)   | 1 (0)   | 7    | 3    | 2.333 | 240         | 197         | 1.218       |
| 3   | SVK Vlci Nový Jičín              | 2   | 3     | 1 (1)   | 2 (0)   | 3    | 8    | 0.375 | 220         | 246         | 0.894       |
| 4   | VK Valašské Meziříčí             | 1   | 3     | 0 (0)   | 3 (1)   | 2    | 9    | 0.222 | 195         | 251         | 0.777       |

Źródło: ČVS (cz.)
Punktacja: 3:0 i 3:1 – 3 pkt; 3:2 – 2 pkt; 2:3 – 1 pkt; 1:3 i 0:3 – 0 pkt
Zasady ustalania kolejności: 1. liczba punktów; 2. liczba zwycięstw; 3. stosunek setów; 4. stosunek małych punktów; 5. bilans w bezpośrednich meczach
Wyniki spotkań
| 18.09.2021 10:00 (UTC+2) | SVK Vlci Nový Jičín | 0:3 (17:25, 18:25, 22:25) | TJ Spartak Velké Meziříčí | Sportovní hala ABC, Nowy Jiczyn |

| 18.09.2021 10:00 (UTC+2) | USK Slávie OU – Volejbal Ostrava | 3:0 (25:21, 25:20, 25:19) | VK Valašské Meziříčí | Sportovní hala ABC, Nowy Jiczyn |

| 18.09.2021 13:30 (UTC+2) | TJ Spartak Velké Meziříčí | 3:0 (25:16, 25:13, 25:11) | VK Valašské Meziříčí | Sportovní hala ABC, Nowy Jiczyn |

| 18.09.2021 13:30 (UTC+2) | SVK Vlci Nový Jičín | 0:3 (22:25, 24:26, 16:25) | USK Slávie OU – Volejbal Ostrava | Sportovní hala ABC, Nowy Jiczyn |

| 18.09.2021 17:00 (UTC+2) | USK Slávie OU – Volejbal Ostrava | 3:1 (25:20, 19:25, 31:29, 25:16) | TJ Spartak Velké Meziříčí | Sportovní hala ABC, Nowy Jiczyn |

| 18.09.2021 17:00 (UTC+2) | VK Valašské Meziříčí | 2:3 (25:15, 19:25, 20:25, 25:21, 6:15) | SVK Vlci Nový Jičín | Sportovní hala ABC, Nowy Jiczyn |

#### Grupa H
Tabela
| Lp. | Drużyna             | Pkt | Mecze | Mecze   | Mecze   | Sety | Sety | Sety  | Małe punkty | Małe punkty | Małe punkty |
| Lp. | Drużyna             | Pkt | M     | W (3:2) | P (2:3) | wyg. | prz. | ratio | zdob.       | str.        | ratio       |
| --- | ------------------- | --- | ----- | ------- | ------- | ---- | ---- | ----- | ----------- | ----------- | ----------- |
| 1   | TJ Sokol Bučovice   | 9   | 3     | 3 (0)   | 0 (0)   | 9    | 0    | MAX   | 228         | 161         | 1.416       |
| 2   | TJ Lignum Morávka   | 6   | 3     | 2 (0)   | 1 (0)   | 6    | 5    | 1.200 | 249         | 233         | 1.069       |
| 3   | Blue Volley Ostrava | 3   | 3     | 1 (0)   | 2 (0)   | 4    | 6    | 0.667 | 200         | 237         | 0.844       |
| 4   | TJ Sokol Palkovice  | 0   | 3     | 0 (0)   | 3 (0)   | 1    | 9    | 0.111 | 194         | 240         | 0.808       |

Źródło: ČVS (cz.)
Punktacja: 3:0 i 3:1 – 3 pkt; 3:2 – 2 pkt; 2:3 – 1 pkt; 1:3 i 0:3 – 0 pkt
Zasady ustalania kolejności: 1. liczba punktów; 2. liczba zwycięstw; 3. stosunek setów; 4. stosunek małych punktów; 5. bilans w bezpośrednich meczach
Wyniki spotkań
| 18.09.2021 10:00 (UTC+2) | TJ Sokol Palkovice | 1:3 (25:15, 13:25, 19:25, 22:25) | TJ Lignum Morávka | Sportovní hala, Palkovice |

| 18.09.2021 10:00 (UTC+2) | TJ Sokol Bučovice | 3:0 (25:18, 25:17, 25:14) | Blue Volley Ostrava | Sportovní hala, Palkovice |

| 18.09.2021 13:30 (UTC+2) | TJ Lignum Morávka | 3:1 (25:16, 21:25, 25:16, 25:19) | Blue Volley Ostrava | Sportovní hala, Palkovice |

| 18.09.2021 13:30 (UTC+2) | TJ Sokol Palkovice | 0:3 (15:25, 19:25, 15:25) | TJ Sokol Bučovice | Sportovní hala, Palkovice |

| 18.09.2021 17:00 (UTC+2) | TJ Sokol Bučovice | 3:0 (28:26, 25:18, 25:19) | TJ Lignum Morávka | Sportovní hala, Palkovice |

| 18.09.2021 17:00 (UTC+2) | Blue Volley Ostrava | 3:0 (25:22, 25:22, 25:22) | TJ Sokol Palkovice | Sportovní hala, Palkovice |

### 2. runda
| 13.10.2021 19:00 (UTC+2) | TJ ČZU Praha | 0:3 (12:25, 13:25, 21:25) | Aero Odolena Voda | Sportcentrum Suchdol ČZU, Praga Sędziowie: Dominik Činátl i Alen Jusič |

| 21.10.2021 19:00 (UTC+2) | TJ Holubice | 1:3 (25:27, 21:25, 25:18, 20:25) | Black Volley Beskydy | Sportovní hala, Holubice Sędziowie: Vlastimil Kovář jr. i Miroslav Novák |

| 09.10.2021 17:00 (UTC+2) | TJ Sokol Dobřichovice | 0:3 (20:25, 20:25, 20:25) | Kladno volejbal.cz | Sportovní hala Bios, Dobřichovice Sędziowie: Alexander Nedbálek i Emil Velinov |

| 13.10.2021 18:00 (UTC+2) | VK Benátky nad Jizerou | 0:3 (14:25, 18:25, 15:25) | VK Euro Sitex Příbram | Nibe aréna, Benátky nad Jizerou Sędziowie: Vítězslav Pítr i Adam Lenert |

| 14.10.2021 19:00 (UTC+2) | TJ Slavia Hradec Králové | 2:3 (25:22, 30:28, 18:25, 22:25, 9:15) | Volejbal Brno | Sportovní hala TJ Slavia, Hradec Králové Sędziowie: Jiří Kmoníček i Filip Tomášek |

| 13.10.2021 20:15 (UTC+2) | USK Slávie OU – Volejbal Ostrava | 0:3 (15:25, 14:25, 18:25) | VK Ostrava | Sportovní hala Nová Bělá, Ostrawa Sędziowie: Jan Kubinec i Tomáš Ostranský |

| 20.10.2021 19:00 (UTC+2) | USK Slavia Plzeň | 0:3 (14:25, 18:25, 15:25) | VK Lvi Praha | Hala PF ZČU, Pilzno Sędziowie: Martin Hanzelín i Ladislav Sazama |

| 13.10.2021 19:00 (UTC+2) | TJ Sokol Bučovice | 0:3 (23:25, 27:29, 23:25) | VSC Fatra Zlín | Sportovní hala ZŠ 710, Bučovice Sędziowie: Petr Horký i Martin Možnár |

### 1/8 finału
|  | Aero Odolena Voda | 6 – 0 | Black Volley Beskydy |  |

| 07.11.2021 18:00 (UTC+1) | Black Volley Beskydy | 0:3 (20:25, 24:26, 17:25) | Aero Odolena Voda | Sportovní hala 6. ZŠ, Frydek-Mistek Widzów: 100 Sędziowie: Vlastimil Kovář jr. i Petr Horký |

| 14.11.2021 15:00 (UTC+1) | Aero Odolena Voda | 3:1 (25:17, 25:18, 26:28, 25:21) | Black Volley Beskydy | Sportovní hala, Odolena Voda Widzów: 265 Sędziowie: Emil Velinov i Petr Dušek |

|  | Kladno volejbal.cz | 0 – 6 | VK Euro Sitex Příbram |  |

| 03.11.2021 18:00 (UTC+1) | VK Euro Sitex Příbram | 3:1 (25:14, 23:25, 25:15, 25:22) | Kladno volejbal.cz | Sportovní hala Příbram, Dobřichovice Widzów: 200 Sędziowie: Jan Krtička i Roman Marschner |

| 02.12.2021 18:00 (UTC+1) | Kladno volejbal.cz | 1:3 (21:25, 25:20, 24:26, 21:25) | VK Euro Sitex Příbram | Kladenská sportovní hala, Kladno Widzów: 239 Sędziowie: Petr Kvarda i Jan Krtička |

|  | Volejbal Brno | 3 – 3 | VK Ostrava |  |

| 18.11.2021 17:00 (UTC+1) | VK Ostrava | 2:3 (18:25, 25:18, 25:16, 16:25, 13:15) | Volejbal Brno | Sportovní hala Sareza, Ostrawa Widzów: 73 Sędziowie: Jan Kubinec i Vlastimil Kovář jr. |

| 24.11.2021 19:00 (UTC+1) | Volejbal Brno | 2:3 złoty set: 10:15 (19:25, 27:25, 21:25, 25:22, 14:16) | VK Ostrava | Sportovní hala TJ Sokol Brno I, Brno Widzów: 75 Sędziowie: Matěj Dmejchal i Martin Možnár |

|  | VK Lvi Praha | 6 – 0 | Fatra Zlín |  |

| 04.11.2021 17:00 (UTC+1) | VSC Fatra Zlín | 0:3 (25:27, 18:25, 14:25) | VK Lvi Praha | Sportovní hala Datart, Zlin Widzów: 72 Sędziowie: Lukáš Spáčil i Martin Možnár |

| 29.11.2021 14:00 (UTC+1) | VK Lvi Praha | 3:0 (25:22, 25:17, 25:20) | VSC Fatra Zlín | UNYP Arena, Praga Widzów: 65 Sędziowie: Dušan Rychlík i Jan Poláček |

### Ćwierćfinały
|  | VK Dukla Liberec | 3 – 3 | Aero Odolena Voda |  |

| 15.12.2021 18:00 (UTC+1) | Aero Odolena Voda | 3:1 (25:23, 24:26, 25:22, 26:24) | VK Dukla Liberec | Sportovní hala, Odolena Voda Widzów: 210 Sędziowie: Petr Dušek i Michaela Hladišová |

| 12.01.2022 18:00 (UTC+1) | VK Dukla Liberec | 3:1 złoty set: 15:12 (23:25, 25:19, 25:18, 25:21) | Aero Odolena Voda | Sportovní hala Dukla, Liberec Widzów: 312 Sędziowie: Emil Velinov i Jan Krtička |

|  | VK ČEZ Karlovarsko | 5 – 1 | VK Euro Sitex Příbram |  |

| 16.12.2021 18:00 (UTC+1) | VK ČEZ Karlovarsko | 3:0 (25:17, 25:18, 25:21) | VK Euro Sitex Příbram | Hala míčových sportů, Karlowe Wary Widzów: 431 Sędziowie: Tomáš Buchar i Roman Marschner |

| 05.01.2022 18:00 (UTC+1) | VK Euro Sitex Příbram | 2:3 (11:25, 29:27, 19:25, 32:30, 12:15) | VK ČEZ Karlovarsko | Sportovní hala Příbram, Przybram Widzów: 400 Sędziowie: Matěj Dmejchal i Jan Krtička |

|  | SKV Ústí nad Labem | 2 – 4 | VK Ostrava |  |

| 15.12.2021 17:00 (UTC+1) | SKV Ústí nad Labem | 1:3 (23:25, 25:19, 21:25, 20:25) | VK Ostrava | Sportcentrum SLUNETA, Uście nad Łabą Widzów: 228 Sędziowie: René Činátl i Dušan Rychlík |

| 05.01.2022 17:00 (UTC+1) | VK Ostrava | 2:3 (25:15, 18:25, 23:25, 25:22, 13:15) | SKV Ústí nad Labem | Sportovní hala Sareza, Ostrawa Widzów: 50 Sędziowie: Vlastimil Kovář jr. i Zdeněk Grabovský |

|  | VK Jihostroj České Budějovice | 5 – 1 | VK Lvi Praha |  |

| 26.01.2022 19:00 (UTC+1) | VK Lvi Praha | 2:3 (21:25, 23:25, 25:20, 25:17, 10:15) | VK Jihostroj České Budějovice | UNYP Arena, Praga Widzów: 265 Sędziowie: Daniel Trumpeš i Emil Velinov |

| 01.02.2022 18:00 (UTC+1) | VK Jihostroj České Budějovice | 3:1 (15:25, 25:20, 25:16, 25:18) | VK Lvi Praha | Sportovní hala, Czeskie Budziejowice Widzów: 820 Sędziowie: Dušan Rychlík i Petr Dušek |

### Turniej finałowy

#### Półfinały
| 20.02.2022 15:00 (UTC+1) | VK Dukla Liberec | 1:3 (20:25, 25:23, 20:25, 24:26) | VK ČEZ Karlovarsko | Sportovní hala Teplice, Cieplice Widzów: 575 Sędziowie: Jan Krtička i René Činátl |

| 20.02.2022 18:00 (UTC+1) | VK Ostrava | 0:3 (21:25, 20:25, 22:25) | VK Jihostroj České Budějovice | Sportovní hala Teplice, Cieplice Widzów: 295 Sędziowie: Petr Kvarda i Matěj Dmejchal |

#### Finał
| 21.02.2022 17:00 (UTC+1) | VK ČEZ Karlovarsko | 2:3 (25:20, 21:25, 22:25, 25:17, 13:15) | VK Jihostroj České Budějovice | Sportovní hala Teplice, Cieplice Widzów: 545 Sędziowie: Dušan Rychlík i Vlastimil Kovář jr. |